# Identidade Galega
Identidade Galega (IDEGA) és un partit que es declara galleguista de centre i hereu de la Dereita Galeguista de Vicente Risco i Xosé Filgueira Valverde, encara que de vegades té postures bastant pròximes a l'extrema dreta. Va ser legalitzat el 19 d'octubre de 2004 i el 4 de novembre va celebrar la seva primera Assemblea General. Comptava amb al voltant de 50 militants, i els seus principals dirigents van ser Xosé Lois Pérez i Xoán Lois Manteiga. El 7 de setembre de 2005 va anunciar la seva integració en el Partit Galleguista. El seu programa reflectia una política etnicista i de preferència a l'autòcton, però sense arribar a arribar a la xenofòbia o el racisme. En les eleccions al Parlament de Galícia de 2005 es va presentar per la província de la Corunya amb Manuel Ambite com candidat a President de la Xunta de Galícia i va obtenir 376 vots. En juny de 2006 els militants del partit van deixar el Partit Galleguista i van reconstituir el partit, en oposar-se a la política sobre immigració del PG.